# Стад де ла Моссон
«Стад де ла Моссон» (фр. Stade de la Mosson) — футбольний стадіон у Монпельє, Франція, домашня арена ФК «Монпельє».
Стадіон побудований та відкритий у 1972 році. У 1988 та 1997 роках реконструйовувався. 
Арена приймала матчі Чемпіонату світу з футболу 1998 року та Кубку світу з регбі 2007 року.